# Волобуево (Рыльский район)
Волобу́ево — село в Рыльском районе Курской области. Входит в состав Некрасовского сельсовета.

## География
Село находится в правобережье Сейма, в 105 км западнее Курска, в 11 км южнее районного центра — города Рыльск, в 1,5 км от центра сельсовета — Некрасово.
Климат
Волобуево, как и весь район, расположено в поясе умеренно континентального климата с тёплым летом и относительно тёплой зимой (Dfb в классификации Кёппена).

## История
Село предположительно было основано во второй половине XVII века.
Входило в состав Волобуевской волости Рыльского уезда Курской губернии.
Церковь
В настоящее время в Волобуево имеется действующая церковь Успения Пресвятой Богородицы 2001 года постройки. Престольные праздники — август 28.
Храм Успения Пресвятой Богородицы был построен в 1798 году тщанием прихожанина Федосея Юрaсова. B 1870 году обновлен иждивением прихожанина Николая Рыловникова. B приходе имелось три земских и одна сельскохозяйственная школа. B приходе было 11 деревень. Храм был построен в виде креста, каменный, прочный, покрытый железом. Колокольня при храме была четырехъярусная, покрытая железом.
B советское время храм был взорван (в 1936-38 годах). B начале 1960-х годов была взорвана и колокольня.
B 2001 году тщанием настоятеля Рыльского Свято-Николаевского мужского монастыря архимандрита Ипполита (Хaлина) в селе Волобуево возобновилось церковное богослужение. Для этих целей местной администрацией было предоставлено помещение бывшей библиотеки в здании бывшего клуба и передан в собственность монастыря земельный участок площадью 1,0 гектар для строительства храма. На послушание в село Волобуево был направлен иеромонах Ефрем и несколько послушников. Помещение для богослужений было подготовлено к концу 2001 года, a 7 января в праздник Рождества Христова была совершена первая литургия.

## Население
| 2002 | 2010 |
| ---- | ---- |
| 56   | ↘29  |

## Инфраструктура
Личное подсобное хозяйство. В селе 71 дом.

## Транспорт
Волобуево находится в 8 км от автодороги регионального значения 38К-040 (Хомутовка — Рыльск — Глушково — Тёткино — граница с Украиной), в 4,5 км от автодороги 38К-030 (Рыльск — Коренево — Суджа), в 2 км от автодороги межмуниципального значения 38Н-693 (38К-040 — Артюшково с подъездом к с. Семеново), в 0,5 км от автодороги 38Н-695 (38Н-693 — Слободка), в 3 км от автодороги 38Н-566 (38К-030 — Малогнеушево — п. им. Куйбышева — Семеново с подъездом к Износково), в 3,5 км от ближайшей ж/д станции Сеймская (линия 16 км — Сеймская).
В 160 км от аэропорта имени В. Г. Шухова (недалеко от Белгорода).